# 熊汝霖 (藝人)
熊汝霖（英文名：Shawn Rolling，1978年1月2日—），是英皇星艺的男歌手。出生于中国云南省楚雄市姚安县。

## 經歷

### 早年
初中三年级时代通过钢琴十级的考核，自1997年开始在酒吧里以唱歌来赚取生活费，1999年开始在昆明电台但任主持人，2000年在昆明会堂开办过首场个人的演唱会。曾在博客中发表过在淘宝网上卖过自己的专辑。

### 美國留學（2003年－2006年）
2003年至2006年在美国爱許蘭大学与美国柏克理音樂學院攻读音乐系，主要学习爵士乐。

### 歌手生涯（2006年－至今）
从美国回来后，因朋友的推荐参加了2006年度中央电视台选秀节目《梦想中国》成为了冠军。随后，签约了英皇星艺，成为旗下艺人。于2007年5月19日正式推出首张个人专辑《天下无敌》。2008年成为吴琼专辑《她是你的谁》的音乐制作人与电视剧《完美结局》主题曲与所有插曲配乐的创作人。
- 2014年，熊汝霖參加錄製山東電视《金聲玉振之電影傳奇》節目[1]。
- 2014年，熊汝霖和歌手祖海在廣西體育場舉行的第十六屆国際民歌演唱會擔任壓軸演唱，兩人演唱的《留客歌》引起全場歡騰[2]。

## 唱片

### 专辑
- 《天下无敌》（2007年5月19日发行）
- 《爵士熊·汝霖》（2009年12月14日发行）
- 《熊熊就要飙起来》（2011年3月1日发行）

### 单曲
- 《A song for you》（2009年7月15日发行）

## 曾參與音樂會及演唱會
- 2009年2月27日，熊汝霖於美國母校愛許蘭大學舉辦個人音樂會。[3]
- 2013年，熊汝霖參加中國最強音節目[4]。